# Mauremys japonica
La tortuga de estanque japonesa (Mauremys japonica) es una especie de tortuga semiacuática de la familia Geoemydidae, endémica del archipiélago nipón (Honshū, Shikoku, Kyūshū y pequeñas islas alrededor de estas). Puede hibridarse con especies de su género y con otras de su familia como Cuora flavomarginata. Su nombre japonés es nihon-ishigame que significa la tortuga japonesa de piedra.[cita requerida]